# Afgeknotte torenspits

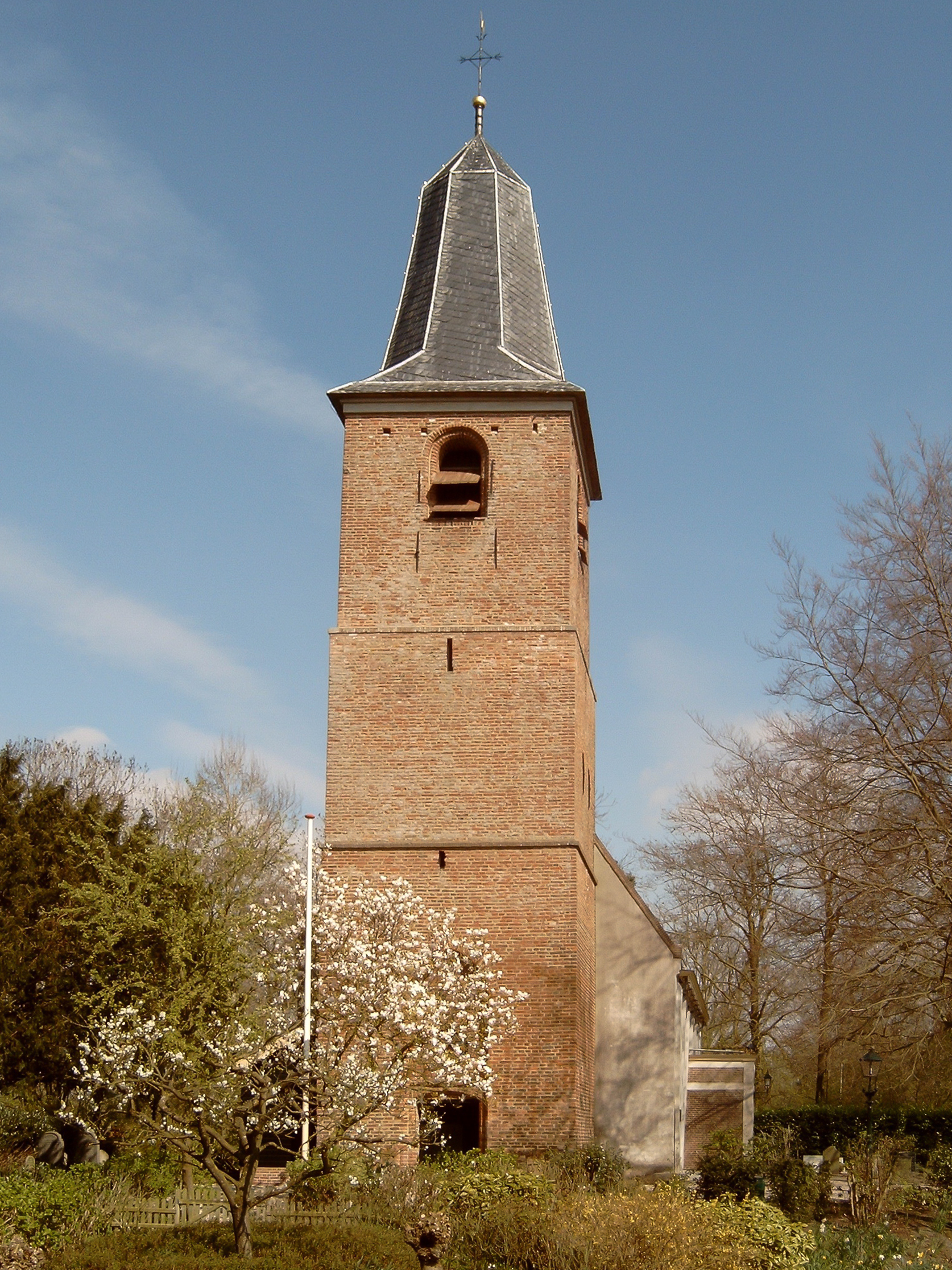
Hyacinthuskerk met afgeknotte torenspits in Overlangbroek.

Een afgeknotte torenspits is een torenspits waarvan de top afgeknot is en geen spitse top meer heeft. In de meeste gevallen betreft een afgeknotte torenspits een naaldspits en wordt dan een afgeknotte naaldspits genoemd.
De reden voor een afknotte torenspits ligt in de meeste gevallen bij een gebrekkig onderhoud al dan niet veroorzaakt door problemen met de complexe constructie aan de top. Boven op een torenspits werd vaak een torenkruis met draaiende torenhaan geplaatst. Wanneer deze in de complexe top wrikt als gevolg van te veel speling, kan lekkage gemakkelijk optreden, maar die lekkage wordt niet gauw ontdekt. Door de lekkage kan een top gaan rotten, hetgeen bij blikseminslag en storm desastreus kan zijn.
Door de gecompliceerde constructie van de naaldspits is het niet eenvoudig om een nieuwe top op de torenspits te plaatsen. Een oplossing voor een verrotte top is dan het afknotten van het ongezonde deel, zodat alleen het gezonde deel over blijft. Boven op de afgeknotte spits werd er dan vaak een afgerond hoedje geplaatst. Een andere oplossing is het plaatsen van een lantaarn op de afgeknotte spits, zoals op de Oude Mauritiuskerk van Silvolde is toegepast. Boven op de lantaarn werd vervolgens het hoedje geplaatst.
Veel afgeknotte torenspitsen zijn er echter niet. Dit zou kunnen wijzen op de situatie dat een geamputeerde torenspits als een teken van armoe werd gezien.

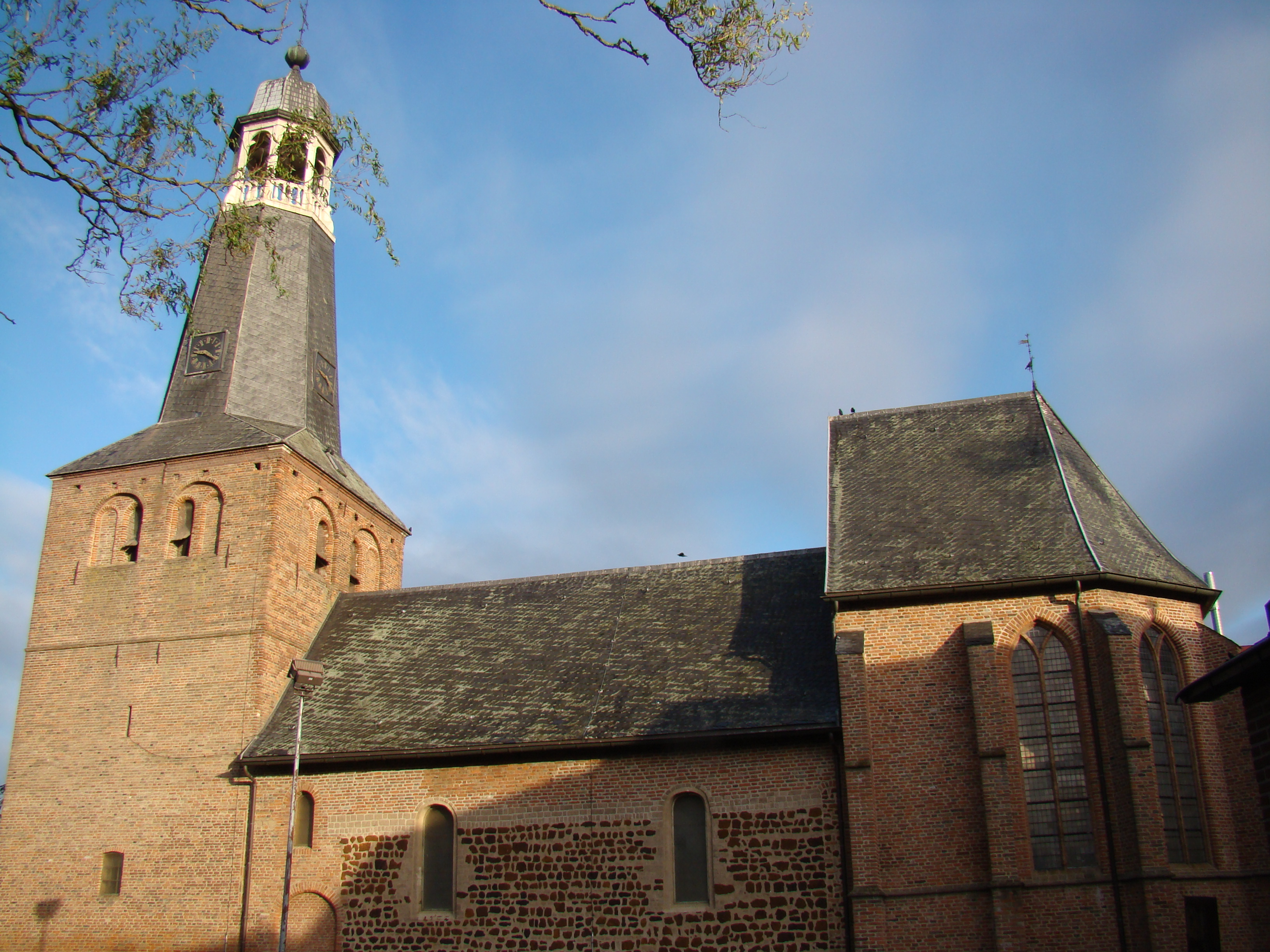
De Oude Mauritiuskerk van Silvolde met de afgeknotte torenspits met lantaarn.

achtkantige tussen vier topgevels · afgeknot · erker/arkeltorentjes · flankerende torentjes · gedraaid · gemetseld · ingesnoerd · klokvormig · kruisdak · naald · parabool · rombisch/ruit · ui